# Tanganyika (récit)
Tanganyika est un livre de Giles Foden, dont le titre original est Mimi and Toutou Go Forth. The Bizarre Battle for Lake Tanganyika.
L'édition anglaise date de 2004, l'édition américaine de 2005 (sous le titre Mimi and Toutou's Big Adventure: The Bizarre Battle of Lake Tanganyika) et l'édition française date de 2008 (Éditions Autrement).

## Résumé
Le livre raconte l'histoire d'une expédition militaire britannique durant la Première Guerre mondiale, qui traversa l'Afrique du Cap au Lac Tanganyika pour prendre à l'armée allemande le contrôle du lac avec seulement deux bateaux : Mimi et Toutou.

## Référence
- Foden, Giles, Tanganyika, Éditions Autrement, Collection Littératures, 2008.

## Liens